# Briar
Briar és una concentració de població designada pel cens dels Estats Units a l'estat de Texas. Segons el cens del 2000 tenia 5.350 habitants.

## Demografia
Segons el cens del 2000, Briar tenia 5.350 habitants, 1.923 habitatges, i 1.505 famílies. La densitat de població era de 100,4 habitants/km².
Dels 1.923 habitatges en un 35,3% hi vivien nens de menys de 18 anys, en un 64,8% hi vivien parelles casades, en un 8,8% dones solteres, i en un 21,7% no eren unitats familiars. En el 17% dels habitatges hi vivien persones soles el 4,8% de les quals corresponia a persones de 65 anys o més que vivien soles. El nombre mitjà de persones vivint en cada habitatge era de 2,78 i el nombre mitjà de persones que vivien en cada família era de 3,12.
Per edats la població es repartia de la següent manera: un 28% tenia menys de 18 anys, un 6,3% entre 18 i 24, un 29,4% entre 25 i 44, un 25,9% de 45 a 60 i un 10,4% 65 anys o més.
L'edat mediana era de 37 anys. Per cada 100 dones de 18 o més anys hi havia 100,7 homes.
La renda mediana per habitatge era de 46.646 $ i la renda mediana per família de 53.169 $. Els homes tenien una renda mediana de 40.401 $ mentre que les dones 26.616 $. La renda per capita de la població era de 19.912 $. Aproximadament el 4,5% de les famílies i el 5,6% de la població estaven per davall del llindar de pobresa.

## Poblacions més properes
El següent diagrama mostra les poblacions més properes.